# Medaile za tažení na Filipínách
Medaile za tažení na Filipínách (anglicky: Philippine Campaign Medal) je americká medaile za tažení vytvořená za účelem odměnit příslušníky ozbrojených sil USA za jejich službu během filipínsko-americké války, která probíhala mezi lety 1899 a 1913. Ačkoliv se jedná o jednu medaili, byla udílena podle odlišných kritérií v závislosti na složce ozbrojených sil.

## Historie a pravidla udílení
Původně se mělo jednat o dvě samostatné medaile, čemuž odpovídal nejen odlišný vzhled medaile, ale i odlišná barva stuhy. Ta byla sjednocena 12. srpna 1913 poté, co se na obě medaile začalo pohlížet jako na dvě různé verze téže medaile.

### Armádní verze
Armádní verze medaile byla založena 12. ledna 1905 z rozkazu Ministerstva války Spojených států amerických. Udílena byla příslušníkům americké armády, kteří se zapojili do bojů v zámoří na území Filipín. Rozhodujícím obdobím pro udělení medaile byla služba v rozmezí od 4. února 1899 do data, které bylo později upřesněno. V lednu 1914 bylo udílení medaile považováno za dokončené. K jejímu udělení opravňovala služba v některém z těchto případů:
- jakákoliv vojenská akce na Filipínách v období od 4. února 1899 do 4. července 1902
- služba na Mindanau v období od 4. února 1899 do 31. prosince 1904
- zapojení do akcí proti Pulajanům na ostrově Leyte v období od 20. července 1906 do 30. června 1907
- vojenské akce na Samaru v období od 2. srpna 1904 do 30. června 1907
- vojenské akce proti Palu a Jolu mezi dubnem a květnem 1905
- vojenské akce proti Datu Alim na Mindanau v říjnu 1905
- vojenské akce proti Morům na Bud-Daju na Jolu v březnu 1906
- vojenské akce proti Morům na Bagsacu na Jolu meze lednem až červencem 1913
- vojenské akce proti Morům na Mindanau a Jolu v období let 1910 až 1913
- za jakoukoliv akci ve vymezené oblasti, ve které byl zabit či zraněn americký voják v období od 4. února 1899 do 31. prosince 1913

Medaile mohla být jedinci udělena pouze jednou bez ohledu na počet akcí, kterých se účastnil. Silver Citation Star byla udílena vojákům, kteří vykonali čin hrdinství.

### Námořnická verze
Verze námořnictva byla založena dne 27. června 1908 speciálním rozkazem Ministerstva námořnictva Spojených států amerických. Tato medaile byla udílena příslušníkům amerického námořnictva a námořní pěchoty za službu na Filipínách v období mezi 4. únorem 1899 a 31. prosincem 1904. Služba mohla probíhat na souši v rámci podpory armádních jednotek nebo na palubě plavidel operujících v oblasti Filipínského moře. I v tomto případě mohla být medaile jedinci udělena pouze jednou.

## Popis medaile

### Armáda
Medaile má kulatý tvar. Ústředním motivem je palma. Vlevo od ní je římský kahan a vpravo váhy. Při vnějším okraji je nápis PHILIPPINE INSURRECTION • 1899. Na zadní straně je uprostřed orel, pod kterým je nápis FOR SERVICE. Při vnějším okraji je v horní části nápis UNITED STATES ARMY a ve spodní části je třináct pěticípých hvězdiček.
Stuha je modrá se dvěma červenými pruhy.

### Námořnictvo
Medaile má kulatý tvar. Ústředním motivem je kamenná brána vedoucí do Manily. Při vnějším okraji je nápis PHILIPPINE CAMPAIGN • 1899–1903.
Stuha byla od založení medaile do 12. srpna 1913 červeno-žlutá. Sestávala ze tří stejně širokých pruhů v barvě červené, žluté a červené. Od tohoto data byla sjednocena se vzhledem stuhy armádní verze.